# الكسندر بارتا
الكسندر بارتا (بالألمانية: Alexander Barta)‏ هو لاعب هوكي جليد ألماني، ولد في 2 فبراير 1983 في برلين في ألمانيا.

## وصلات خارجية
- الكسندر بارتا على موقع EliteProspects.com (الإنجليزية)
- الكسندر بارتا على موقع Eurohockey.com (الإنجليزية)
- الكسندر بارتا على موقع HockeyDB.com (الإنجليزية)
- الكسندر بارتا على موقع أوليمبيديا (الإنجليزية)